# Stazione di Hayes & Harlington
La stazione di Hayes & Harlington è una stazione ferroviaria sita fra Hayes e Harlington, nel borgo londinese di Hillingdon. La stazione è situata lungo la Great Western Main Line e da qui si dipana il raccordo per Heathrow.

## Storia
Si snoda sulla Great Western Main Line, la linea che da Londra va alla Thames Valley, Bristol, Galles del Sud e West Country. La linea venne istituita nel 1838 e la stazione di Hayes & Harlington ha aperto nel 1868.
Dall'ottobre 2008, può essere usata la Oyster "pay as you go" per viaggi con origine o fine a Hayes & Harlington.

### Progetti
Nel futuro la stazione di Hayes and Harlington diverrà una delle fermate sulla linea del nuovo servizio Crossrail. Essa verrà collegata alla capitale attraverso le Docklands, East London e Shenfield, in sostituzione dell'attuale servizio prestato dalla First Great Western.

## Strutture e impianti
La stazione di Hayes & Harlington si trova nella Travelcard Zone 5.

## Movimento
L'impianto è servito dai treni in servizio sulla Elizabeth Line, gestiti da Transport for London, nonché da alcuni servizi operati da Great Western Railway.
Prima dell'istituzione dell'Elizabeth Line, l'impianto era servito dai treni della relazione Paddington-Reading/Heathrow Terminal 4 del servizio TfL Rail.

## Interscambi
Nelle vicinanze della stazione effettua fermata numerosa linee automobilistiche urbane, gestite da London Buses.
- Fermata autobus